# John Triscari
John Triscari (nascido em 4 de agosto de 1957) é um treinador australiano de basquetebol em cadeira de rodas e, além disso, atua como professor de educação física. Levou a equipe australiana feminina de basquetebol em cadeira de rodas a conquistar a medalha de prata nos Jogos Paralímpicos de Verão de 2012 em Londres. Desde 2007 ele tem sido o treinador do Perth Western Stars, o qual venceu o campeonato da Liga Nacional Feminina de Basquetebol em Cadeira de Rodas (WNWBL) em 2013. Triscari recebeu o prêmio de Melhor Treinador do Ano do Departamento de Esportes e Recreação da Austrália Ocidental em 2012 e novamente em 2013.

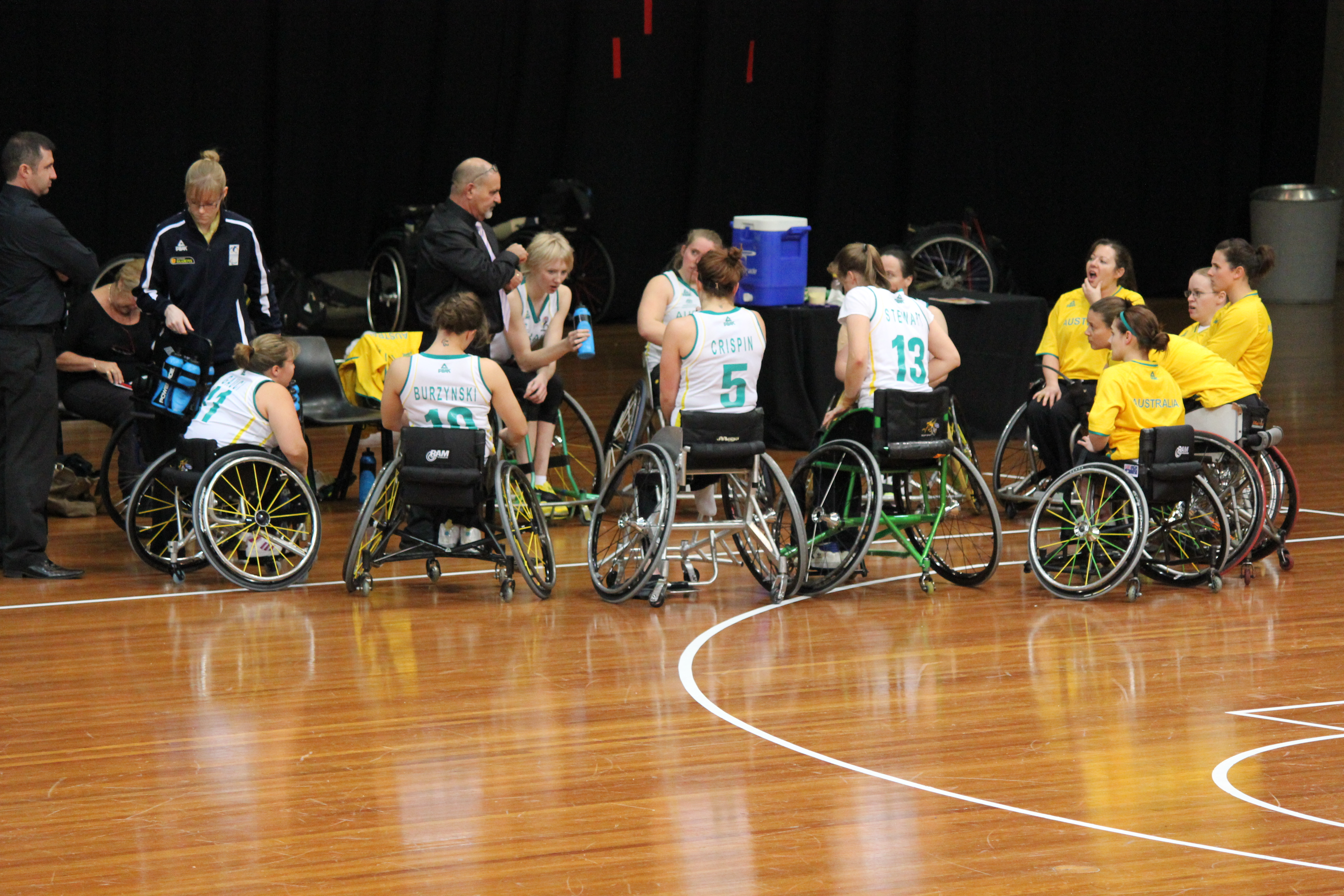
John Triscari (de camisa preta com gravata branca) conversa com as jogadoras da equipe nacional.